# اوسم

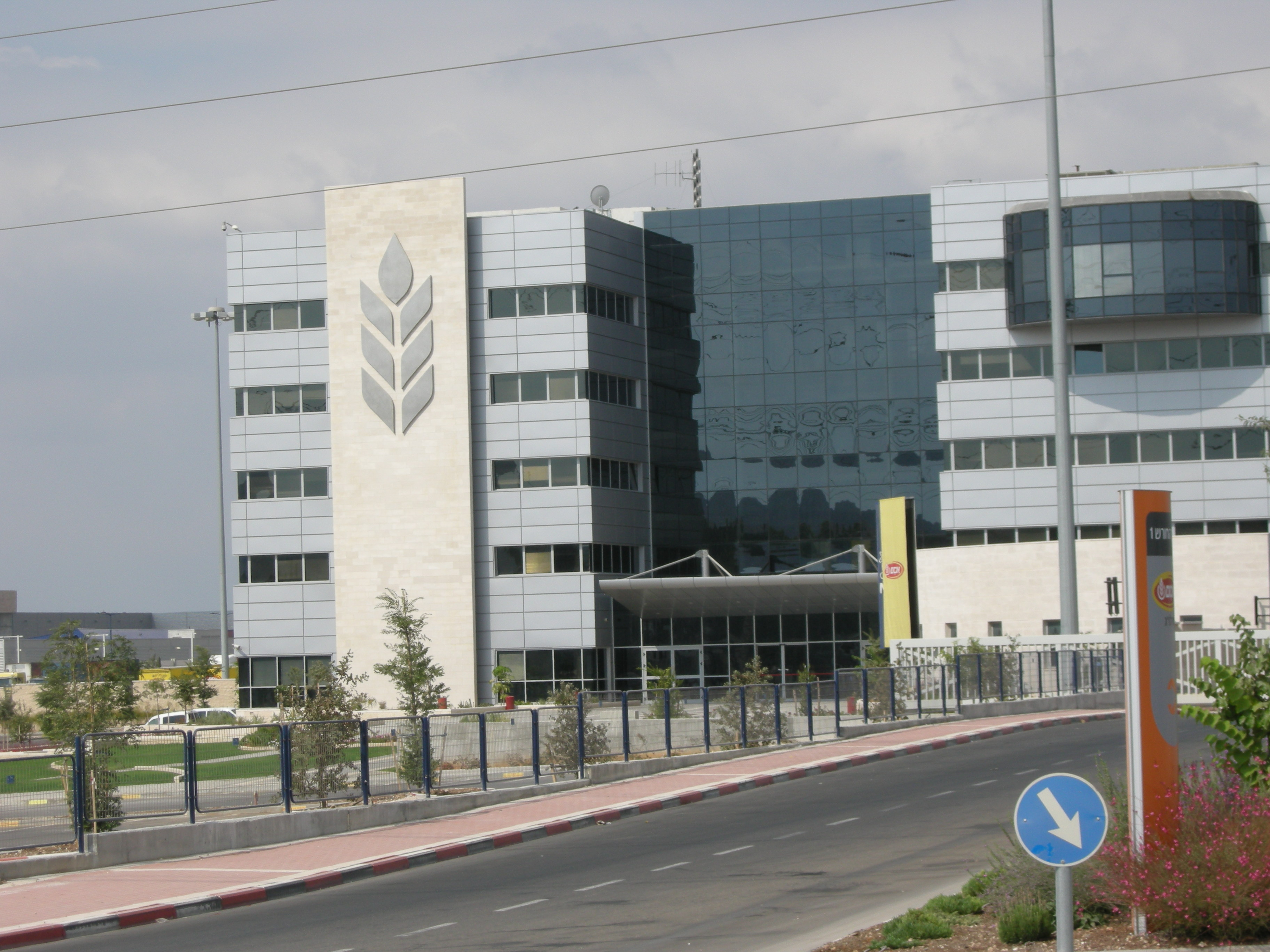
کارخانه اوسم در شهر مودین

اوسم (به انگلیسی: Osem) شرکت صنایع غذایی اسرائیلی است، که بزرگترین تولیدکننده محصولات غذایی و یکی از بزرگترین توزیع‌کنندگان مواد غذایی در کشور اسرائیل می‌باشد.
شرکت اوسم در سال ۱۹۴۲ توسط شرکت نستله راه‌اندازی شد و در حال حاضر در زمینه تولید و توزیع محصولات و کالاهایی چون: قهوه، پاستا، غلات صبحانه و فراورده‌های قندی فعالیت می‌نماید.
دفتر مرکزی این شرکت در شهر پتخ تیکوا، اسرائیل قرار دارد و بخشی از سهام آن در بازار بورس تل‌آویو معامله می‌شود. هم‌اکنون شرکت سوئیسی نستله، با در اختیار داشتن ۵۱٪ از سهام اوسم، بزرگترین سهام‌دار آن محسوب می‌شود.